# Pozdrowienia z Rosji (powieść)
Pozdrowienia z Rosji – powieść Iana Fleminga o przygodach agenta 007 – Jamesa Bonda. Została napisana w 1957 roku i jest piątą z kolei w serii powieści o Bondzie.

## Fabuła

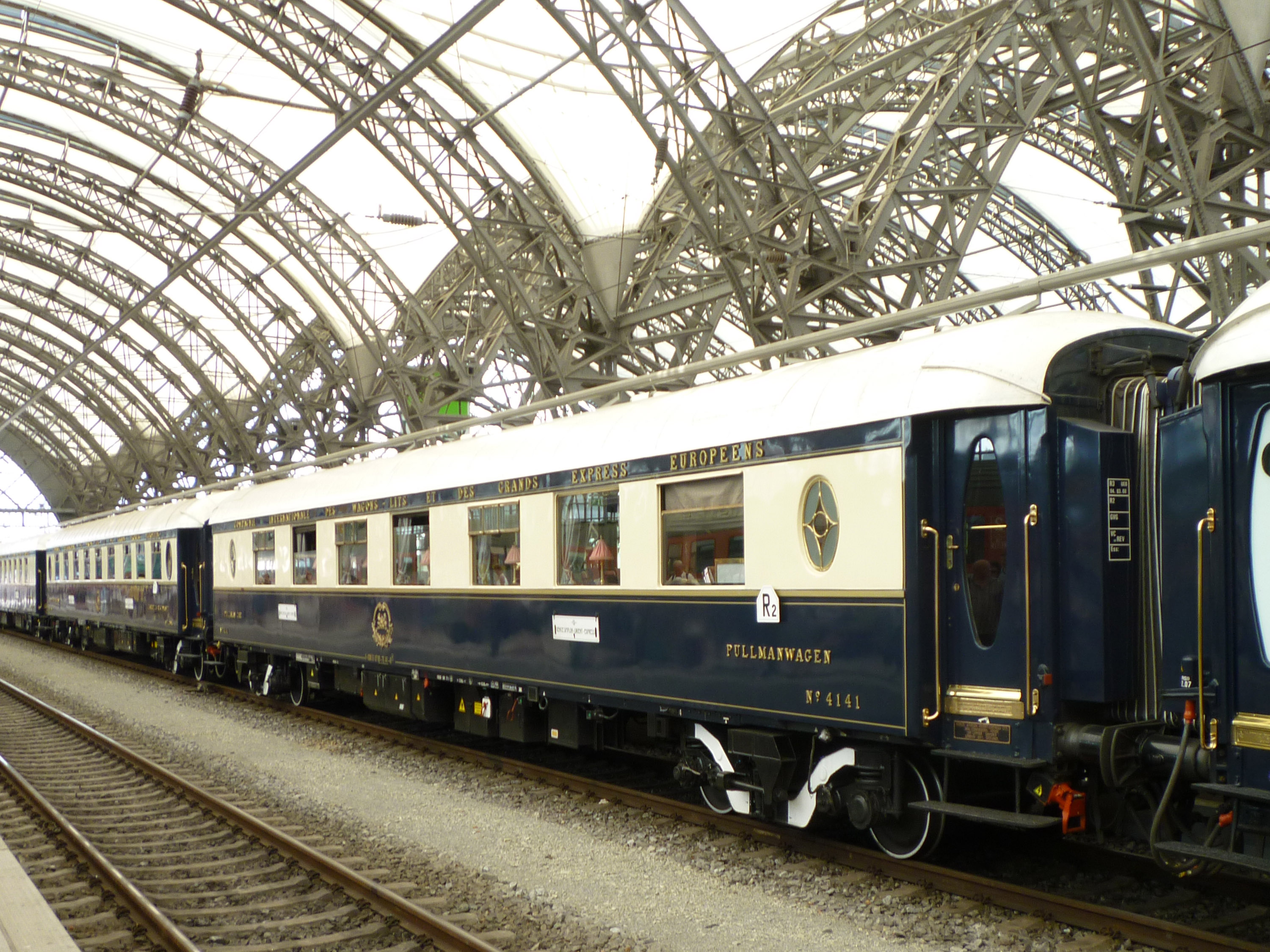
Część akcji powieści rozgrywa się w Orient Expressie

Rosyjskie służby specjalne Smiersz (w adaptacji filmowej zmieniono je na organizację WIDMO) planują misterną akcję przeciwko brytyjskiemu wywiadowi – zamierzają upokorzyć Intelligence Service przez skompromitowanie w Turcji jednego z ich najlepszych agentów – Jamesa Bonda. W tym celu jako wabika używają nowoczesnej radzieckiej maszyny szyfrującej, która ma zostać dostarczona przez radziecką szyfrantkę, Tatianę Romanową. Tatiana została poinformowana, ma odgrywać zakochaną w Bondzie i uciec wraz z nim, później dostarczając zachodniemu wywiadowi niewiele warte informacje. Radziecka intryga (którą opracował Kronsteen, wielokrotny mistrz szachowy i tajny szef planowania w Smerszu), jest jednak bardziej skomplikowana – za tą dwójką wysłany został morderca, Donovan Grant, który ma ich potajemnie zabić tak, by wina spadła na Bonda, a późniejsza afera z tym związana nadwerężyła reputację angielskiej służby. Agentowi 007 w Stambule pomaga tamtejszy szef placówki MI6, Darko Kerim Bey.

## Wydania polskie
- 1990, wyd. Alfa, przekł. Ziemowit Andrzejewski
- 2008, wyd. PW Rzeczpospolita, przekł. Robert Stiller